# 石地駅
石地駅（いしじえき）は、新潟県柏崎市西山町別山にある、東日本旅客鉄道（JR東日本）越後線の駅である。

## 歴史
駅名の由来は当地が旧石地町にあったことに因む。

### 年表
- 1912年（大正元年）11月11日：越後鉄道の駅として開業[1]。
- 1927年（昭和2年）10月1日：越後鉄道が国有化[2]。国鉄越後線所属となる[3]。
- 1973年（昭和48年）12月1日：貨物の扱いを廃止[2]。
- 1982年（昭和57年）5月31日：荷物の扱いを廃止[2][4]。CTC導入に伴い[5]、駅員無配置駅となる[6]（簡易委託化）。
- 1987年（昭和62年）4月1日：国鉄分割民営化により、東日本旅客鉄道（JR東日本）の駅となる[2]。
- 1991年（平成3年）：棒線化に伴い、交換設備を撤去[1]。
- 1992年（平成4年）：駅舎改築と同時に簡易委託を中止して、完全無人化[1]。
- 2023年（令和5年）：開業111周年を記念し、新潟工科大学や柏崎市立内郷小学校との連携で駅舎をリノベーション[7]。

## 駅構造
単式ホーム1面1線を有する地上駅である。以前は相対式ホーム2面2線となっていたが、1991年（平成3年）に駅付近の線形を改良した際、棒線化された。
長岡駅管理の無人駅で、1992年（平成4年）に改築された駅舎がある。

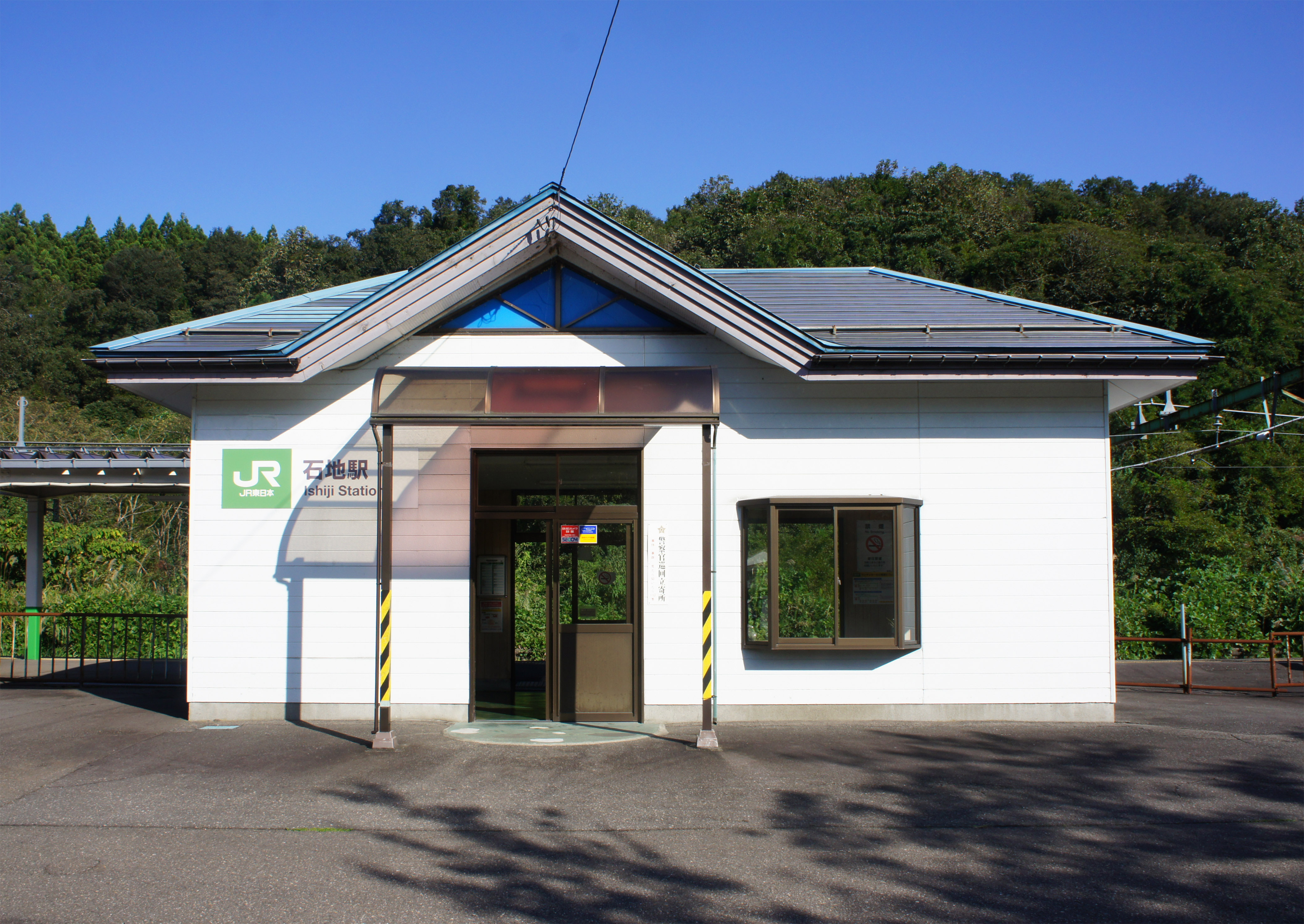
リニューアル前の駅舎（2021年9月）
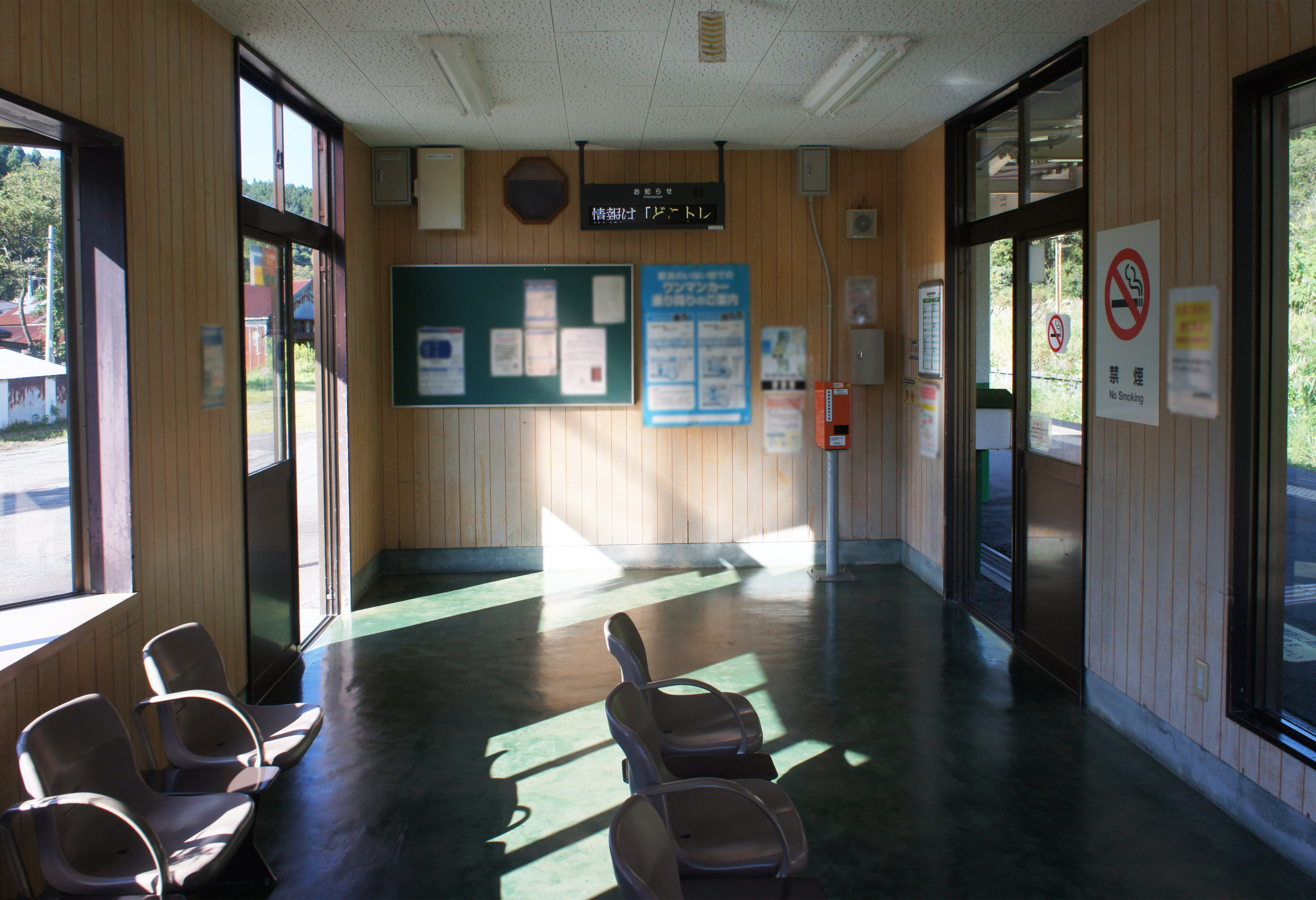
待合室（2021年9月）
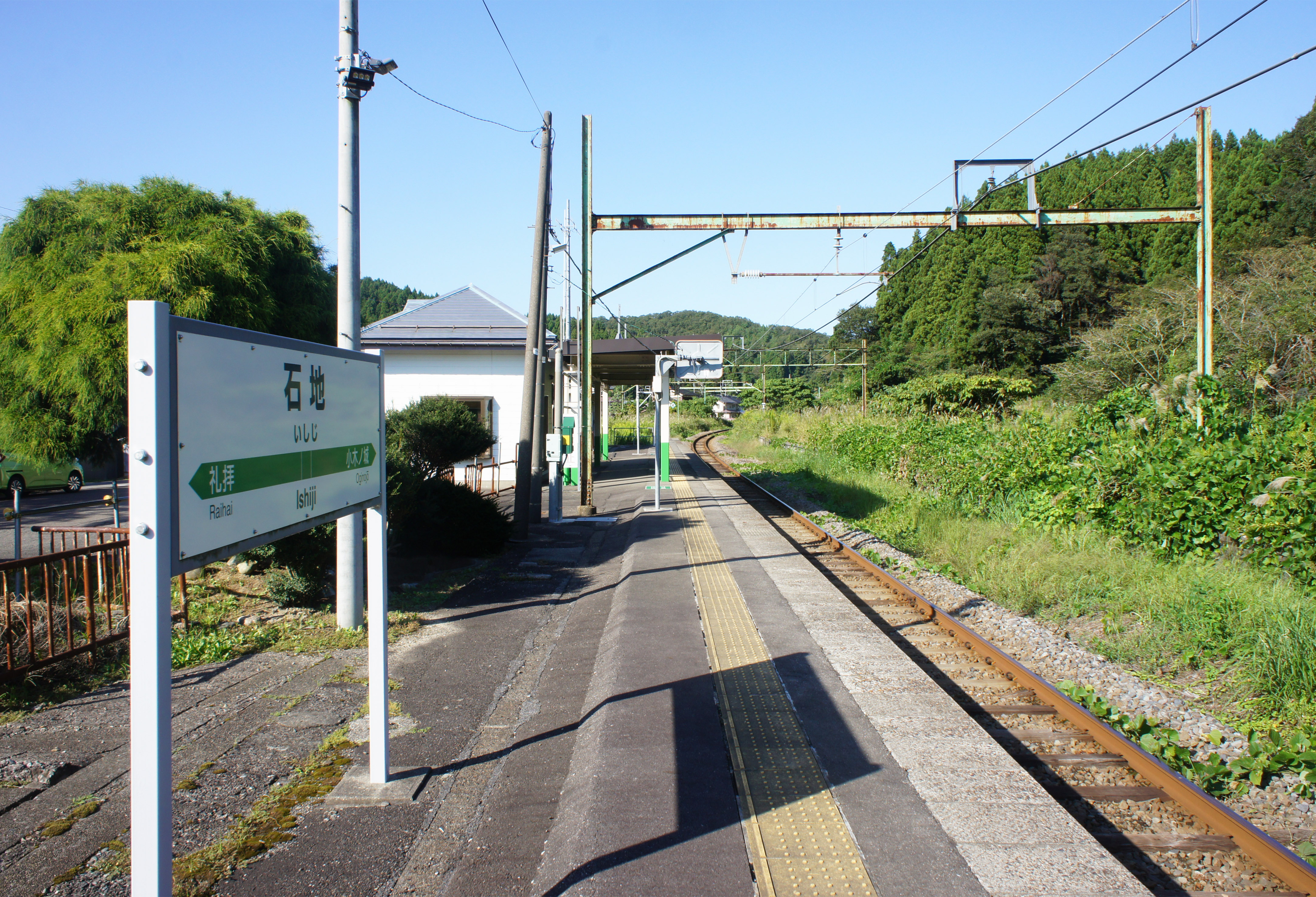
ホーム（2021年9月）

## 駅周辺
- 新潟県道574号寺泊西山線
- 新潟県道48号長岡西山線
- 国道116号（西山バイパス）
- 別山郵便局[1]
- 石地海水浴場 - 当駅から車で10分ほど。県内屈指の景勝地でもあり、海水浴シーズンには県内外より多くの人が訪れる。

## 隣の駅
東日本旅客鉄道（JR東日本）
■越後線
礼拝駅 - 石地駅 - 小木ノ城駅